# Michael Brett
Pour les articles homonymes, voir Brett.
Œuvres principales
- La Chaîne rouge (1968)

Michael Brett, né en 1921 ou 1928, selon les sources, et mort en 2000, est un écrivain américain de roman policier. Il ne doit pas être confondu avec l'un des pseudonymes employé par l'auteur britannique Miles Tripp ni avec le dramaturge britannique Michael Brett, auteur de la pièce de théâtre Lucky Strike.

## Biographie
Auteur très discret, Michael Brett est le créateur de Pete McGrath, un détective privé new-yorkais, grand et musclé, aux cheveux noirs et aux yeux bleus. Cynique et amateur de scotch et de bons cigares, McGrath, qui ne se prive pas d'employer la force dans ses enquêtes, a la fâcheuse habitude de se parler à lui-même. Ce héros apparaît dans dix romans noirs, dont quatre ont été traduits en France dans la Série noire.
Un des romans de la série, La Chaîne rouge, a été porté à l'écran en 1971 par John G. Avildsen sous le titre Cry Uncle!, avec Allen Garfield dans le rôle de McGrath, rebaptisé Jake Masters pour le film.
Michael Brett a également signé des scénarios pour la télévision, dont The Wrong 'Un, un épisode de la série Bizarre, bizarre (saison 6, épisode 9).

## Œuvre

### Romans

#### SériePete McGrath
- Kill Him Quickly, It's Raining (1966)
- An Ear For Murder (1967) Publié en français sous le titre Strictement "privé", Paris, Gallimard, Série noire no 1076, 1966
- The Flight of the Stiff (1967) Publié en français sous le titre L'Allongé volant, Paris, Gallimard, Série noire no 1257, 1968
- Turn Blue, You Murderers (1967)
- We, the Killers (1967) Publié en français sous le titre Loup y es-tu ?, Paris, Gallimard, Série noire no 1236, 1968
- Dead Upstairs in the Tub (1967)
- Slit My Throat Gently (1968)
- Lie a Little, Die a Little ou  Cry Uncle! (1968) Publié en français sous le titre La Chaîne rouge, Paris, Gallimard, Série noire no 1287, 1969
- Another Day, Another Stiff (1968)
- Death of a Hippie (1968)

#### SérieSam Dakkers
- Scream Street (1959)
- The Guilty Bystander (1959)

#### Autre roman policier
- Diamond Kill (1977) Publié en français sous le titre La Croqueuse de carats, Paris, Gallimard, Super noire no 97, 1978

#### Autres romans
- Toma (1974) novélisation coécrite avec David Toma
- Jungle (1976)

### Nouvelles
- Hidden Tiger Publié en français sous le titre Le Tigre qui sommeillait, Alfred Hitchcock magazine no 127 décembre  1971, rééditée sous le titre Pétarade, Histoires à donner des sueurs froides, Pocket no 2116, 1984
- Ambition (1966) Publié en français sous le titre L'Ambition, Histoires en rouge et noir, Pocket no 2825, 1989
- Highly Recommended (1969) Publié en français sous le titre Lafayette, me voici !, Histoires à vous glacer le sang, Pocket no 2117, 1984

## Filmographie

### Comme auteur adapté
- 1971 : Cry Uncle!, film américain réalisé par John G. Avildsen d’après le roman Lie a Little, Die a Little, avec Allen Garfield.

### Comme scénariste
- 1983 : Bizarre, bizarre, saison six, épisode neuf The Wrong 'Un.

## Source
- Claude Mesplède  et Jean-Jacques Schleret (Éd. rév. de: SN, voyage au bout de la Noire), Les auteurs de la Série noire, 1945-1995, Nantes, Joseph K, coll. « Temps noir », 1996, 627 p. (ISBN 978-2-910-68611-6, OCLC 300207570), p. 62.